# Siefker Ridge
Siefker Ridge är en bergstopp i Antarktis. Den ligger i Västantarktis. Chile gör anspråk på området. Toppen på Siefker Ridge är 1 440 meter över havet, eller 91 meter över den omgivande terrängen. Bredden vid basen är 5,5 km.
Terrängen runt Siefker Ridge är huvudsakligen kuperad. Trakten är obefolkad. Det finns inga samhällen i närheten. 